# Vojevodino
Vojevodino (ukránul: Воєводино [Vojevodino]) üdülőhely Ukrajnában, Kárpátalján, Turjavágás településen. Az Északkeleti-Kárpátokban, a Turja völgyének egy mellékvölgyében fekszik. Többféle szállást, vendéglátást és számos aktív kikapcsolódási lehetőséget kínál, többek között egy sípályával is rendelkezik. Az üdülőhely területén található az ingyenesen látogatható, az Osztrák–Magyar Monarchia idejét megidéző Schönborn park.

## Földrajz
Az Északkeleti-Kárpátok Vihorlát–Gutin-hegyvidék középtáján belül a Kéklő-hegység kistájon található, a Turja völgyének egy bal oldali mellékvölgyében. A Turjába ömlő Bisztrik egy jobb oldali mellékvize folyik rajta keresztül.

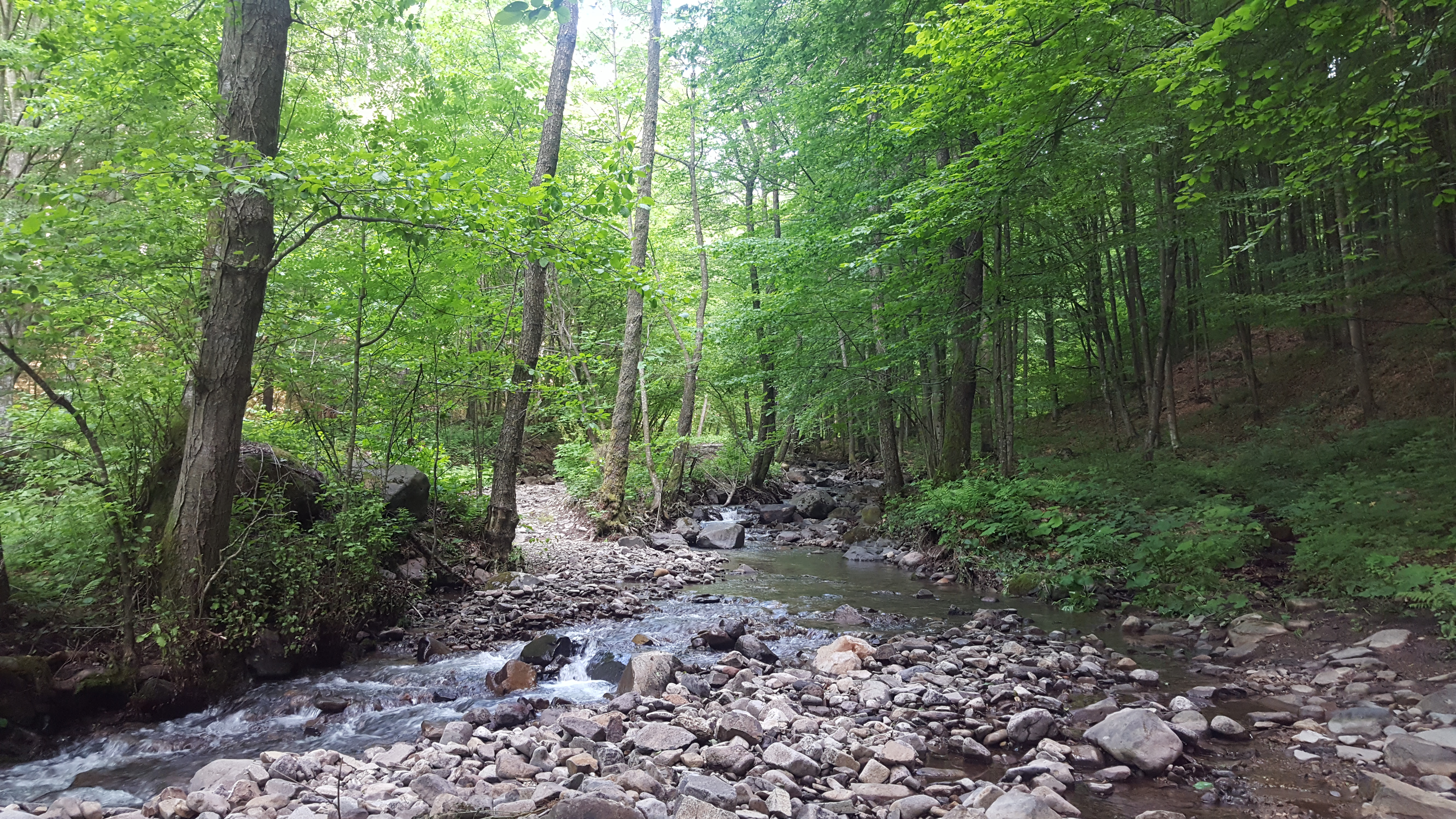
Patak a Vojevodino környéki erdőben

Az üdülőhely része a Schönborn park nevet viselő, az erdei környezetbe szervesen illeszkedő díszkert. Ahogy neve is utal rá, a vidék monarchiabeli múltját és a Bereg vármegyében két évszázadon át meghatározó szerepet játszó Schönborn családot idézi meg. Az erdő, a tisztások, különleges fák, egy tó és a tájba illesztett építmények (a park kapui, Szent János kőmalma, a négy evangélista hídja) teszik változatossá. A bejárati kapu a koncepció szerint két kor: a Monarchia korának és a jelennek a kapuja. Két tornyát Ausztria és Magyarország címere és zászlaja díszíti. A látogatókat két őr − egy innsbrucki gyalogosezred és egy debreceni huszárezred katonájának – szobra üdvözli. A Schöborn gróf érdeklődött a csillagászat és különösen a naptárak iránt, ami akkoriban az előkelők körében kedvelt elfoglaltságnak számított. Ennek számos jele van a kertben: a kapu 4 fő és 12 kisebb toronysisakja például a négy évszakot és az év hónapjait jelképezi. A parkba lépve baloldalt hét egyedi, egymástól is különböző díszlámpa áll, amelyek a hét napjait szimbolizálják, míg a jobboldalt a patakon átívelő tizenkét kishíd a 12 állatövi jegyet. Baloldalt található a Kelta kert bejárata, ahol rúnakörbe ültetett különböző fajú fák alkotják a druidanaptárt.

## Történelem
A Schönborn parkot 2013 októberében nyitották meg.
2015-ben itt ünnepelte újbóli Kijev polgármesterévé választását Vitalij Klicsko.

## Sport

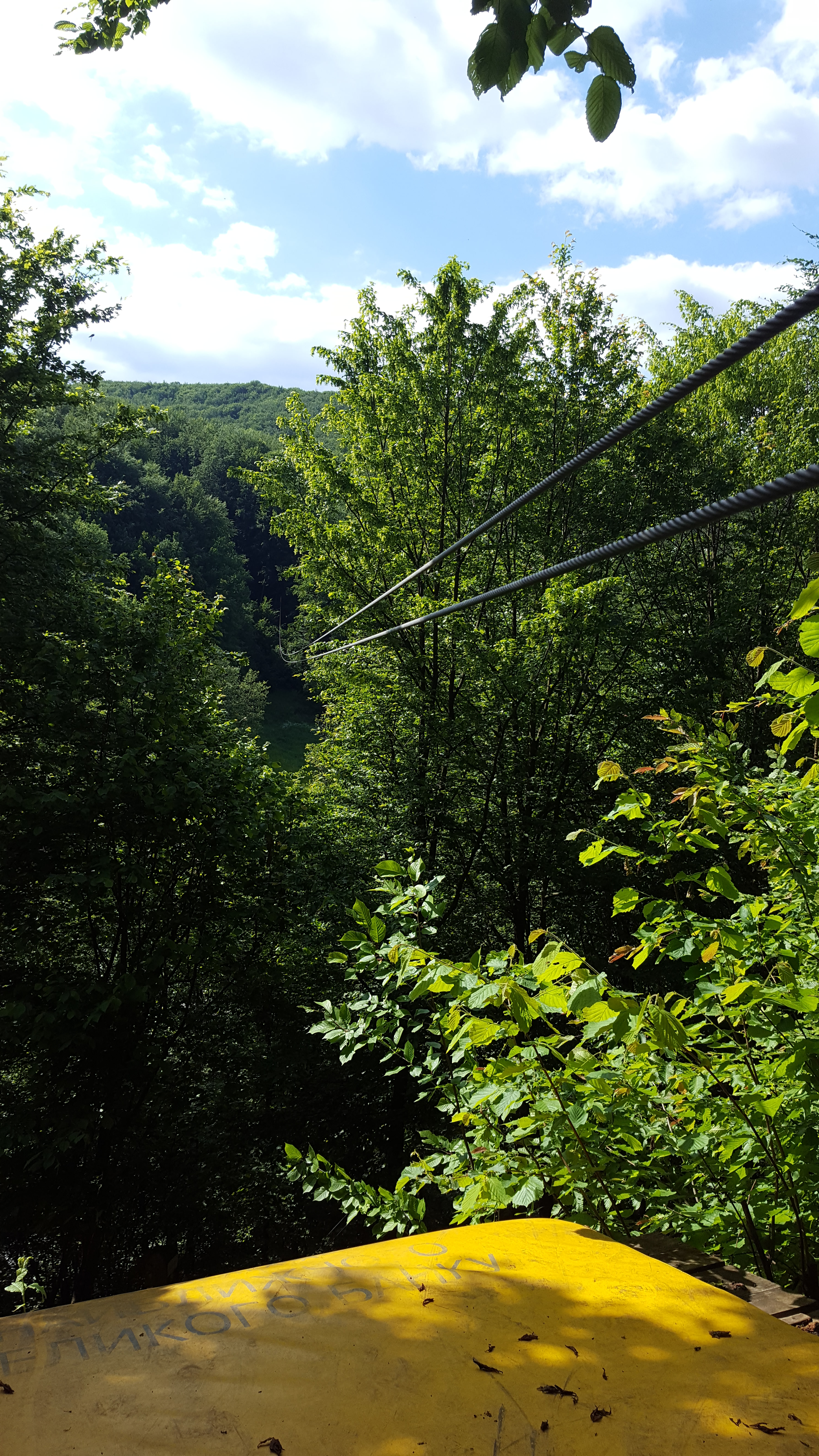
Az átcsúszópálya részlete

### Síterep
A komplexum saját sípályával rendelkezik, mely a decembertől márciusig tartó szezonban üzemel. A 900 m hosszúságú és 100 m szintkülönbségű pályát egy csákányos sífelvonó szolgálja ki. A hóellátást tartós hideg időben hóágyú segíti. Az üdülőhelyen síkölcsönző és síiskola is működik. A sípálya mellett egy szánkó- és hófánkpálya is rendelkezésre áll.

### Nyári sportok
Vojevodino számos szabadidősport-lehetőséget kínál. A területen belül öt horgászhely, teniszpálya, íjászatti lehetőség, kilencpályás kalandpark és Ukrajna leghosszabb (800 m hosszú, ötállomásos) átcsúszópályája található. Lehetőség van lovaglásra, lovastúrákra a hegyekben, kerékpározásra, valamint több, 5 és 17 km közötti hosszúságú jelzett túraútvonal is indul innen.

## Turizmus
Az üdülőhelyen négy szállodában (Voevodyno, Makovytsia, Plai és Mahura), valamint családi üdülőházakban kínálnak szállást.
Étkezési lehetőséget is több étterem biztosít, többek között a kárpátaljai, szlovák, magyar és ukrán konyhából merítve. Az alapanyagok részben környékbeli termelőktől származnak, de a komplexumnak saját üvegháza is van, sőt a vendégek a maguk által kifogott pisztrángot is elkészíttethetik. Vojevodino ezzel jó példa a helyi termékek turisztikai célú kiaknázására, mivel az itteni pisztrángtelep révén „a szakmai igényességgel kialakított haltenyésztést kombinálta az élményszerzéssel és gasztronómiával”.
A szolgáltatások közé tartozik a sétakocsikázás (egy régi Pest-környéki kocsin), télen pedig a lovasszánozás.